# إيرول هولت
إيرول هولت (بالإنجليزية: Errol Holt)‏ هو موسيقي جامايكي، ولد في 19 يوليو 1950 في كينغستون في جامايكا.